# Allophylus antunesii
Allophylus antunesii är en kinesträdsväxtart som beskrevs av Ernest Friedrich Gilg. Allophylus antunesii ingår i släktet Allophylus och familjen kinesträdsväxter. Inga underarter finns listade i Catalogue of Life.